# Guerz
Guerz war ein persisches Längenmaß. Unter den Bezeichnungen Guese, Gueza, Gueze oder Guerz wurde die persische große Elle bezeichnet. Zusätzlich gab es die königliche und die gewöhnliche. Alle waren unterschiedlich in der Länge und reichten von
- 1 Guerz = 436 Pariser Linien = 0,983 Meter in Bender-Abassi (Gomron)[1] oder
- 1 Guerz = 421,5 Pariser Linien = 0,95 Meter in Ispahan[2] und Tauris bis

Die königliche Gueze oder Guers war
- 1 Guers = 419 4/5 Pariser Linien = 0,946 Meter

Die gewöhnliche Gueze für den Kleinhandel entsprach
- 1 Gueze = 279 9/10 Pariser Linien = 0,63 Meter

Das Verhältnis der beiden letzteren Maßen war: gewöhnliche = ⅔ königliche.